# Geoje
Geoje (hangeul : 거제) est une ville de la Corée du Sud, dans la région de Yeongnam, en province du Gyeongsang du Sud qui a obtenu le statut de ville en 1995. Elle se situe sur une île de la mer du Japon et fait face à la ville portuaire de Busan. Reliée au continent à partir de 1971 par des ponts, elle a pu profiter du développement de la région et accueille notamment deux grandes sociétés de construction navale,  Daewoo Shipbuilding & Marine Engineering à Okpo et Samsung Heavy Industries (SHI) à Gohyeon. Geoje est aussi intéressante du point de vue touristique.

## Histoire
Geoje est le lieu où le roi Uijong de Koryo a fui lorsqu'il a été renversé (1170). Elle a aussi servi de point de départ pour la troisième expédition contre les pirates de Tsushima (1419) et, lors de l'invasion japonaise de 1592, Okpo a servi de cadre a une victoire navale majeure de l'amiral Yi Sun-sin.
Pendant la guerre de Corée, le gouvernement militaire du général MacArthur y a établi un  grand camp de prisonniers de guerre (en) (11,8 km2) pouvant accueillir 170 000 personnes, surtout des soldats nord-coréens. Après la guerre, une partie de ce camp a été conservé et est devenu une attraction touristique.

## Géographie

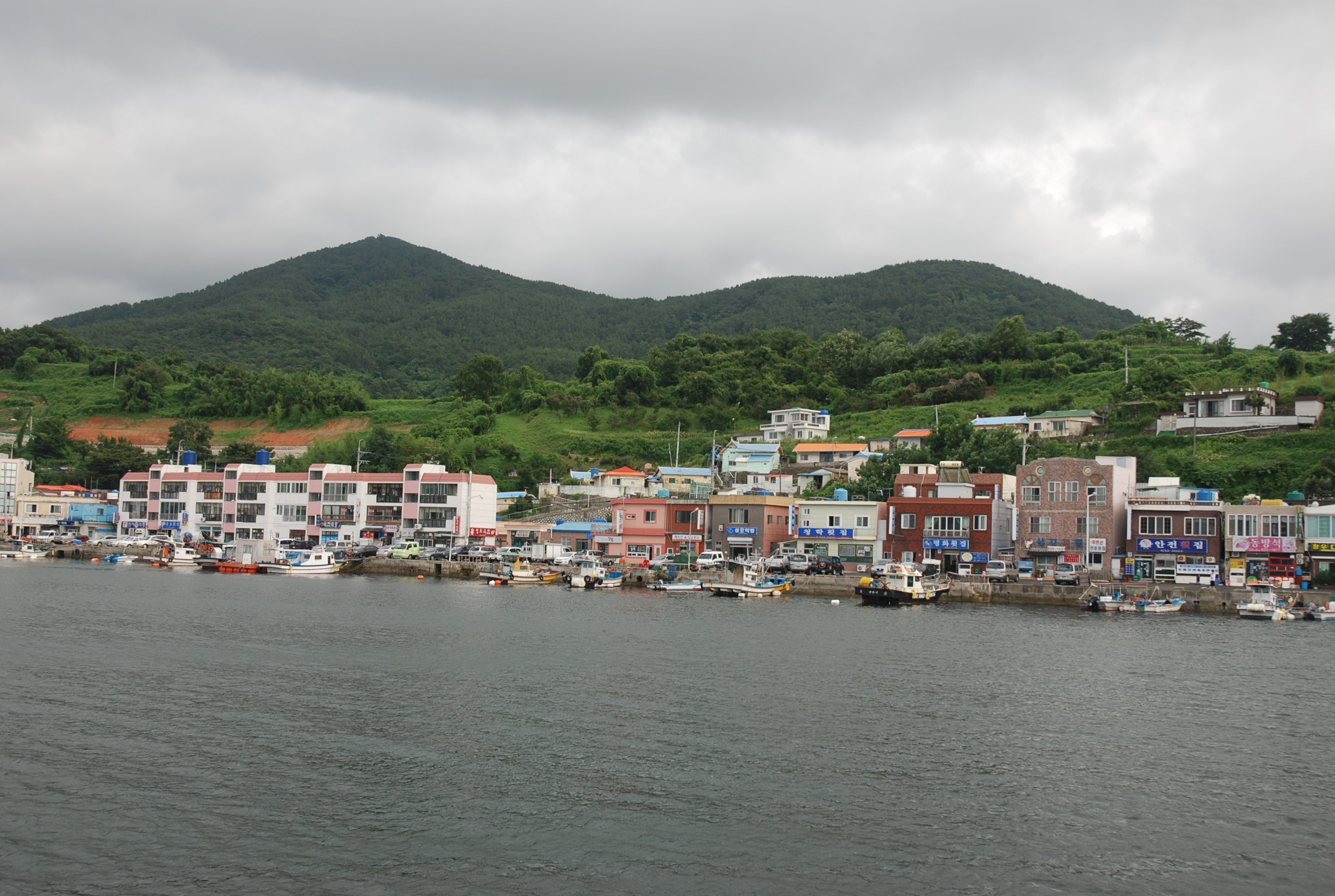
Le port de Seongpo

Le territoire de la ville de Geoje s'étend  sur 401,63 km2, essentiellement sur l'ile de Geoje (388,44 km2) mais aussi sur 60 petites iles périphériques dont 10 sont habitées. Elle est rattachée au continent près de Tongyeong par deux ponts, l'un de 740 mètres, ouvert en 1971 et l'autre de 940 mètres et ouvert en 1999. Depuis 2010, elle est reliée directement à la ville de Busan par un ouvrage d'art majeur, le pont Geoga. Un autre pont de 6,6 km, le pont de Yi Sun-sin est en construction pour la relier directement à Changwon, la capitale provinciale.
Soutenue par la présence d'une industrie dynamique, l'amélioration des infrastructures et la proximité de Busan, la population s'accroit rapidement passant de 186 208 habitants en 2003 à 243 366 en 2012. 33 % des travailleurs sont employés dans la construction navale.
Située à l'extrême sud-est de la péninsule coréenne, l'ile bénéficie d'un climat plus doux mais aussi plus arrosé que le reste du pays (précipitation annuelle : 2 007 mm avec un maximum en été). Elle se trouve dans la zone du climat subtropical humide (Cwa) tel que défini par Köppen, mais est soumise à de fréquentes gelées nocturnes en hiver.